# Iridium Runners
Iridium Runners est un jeu vidéo de course développé par Playstos Entertainment et édité par SouthPeak Games, sorti le 20 février 2008 sur PlayStation 2.

## Système de jeu
Iridium Runners est un jeu de courses à pied futuriste. Les coureurs peuvent utiliser des bonus (armes, boucliers...) et des accélérateurs placés sur les circuits. Le joueur doit surveiller une jauge d'énergie qui ne doit pas se vider. Il peut la remplir en collectant l'Iridium dispersé dans les circuits.

## Accueil
- Jeuxvideo.com : 9/20[1]